# Kay (football)
Pour les articles homonymes, voir Kay, Silveira et Graça.
Carlos Silveira da Graca Kay est un footballeur cap-verdien né le 5 janvier 1988 à São Vicente. Il évolue au poste de défenseur.

## Carrière
- 2007-2008 : GD Tourizense ( Portugal)
- 2008-2009 : Tabuense ( Portugal)
- 2009 : GD Tourizense ( Portugal)
- 2010 : S.C. Mineiro Aljustrelense ( Portugal)
- 2010-2012 : CD Operário ( Portugal)
- 2012-2014 : CF Belenenses ( Portugal)
- 2014- : CS Universitatea Craiova ( Roumanie)[2],[3]